# Војничев рукопис
Војничев рукопис/манускрипт (енгл. Voynich manuscript; рус. Рукопись Войнича) илустровани је ручно написани кодекс у непознатом систему писања. Старост велума (врста пергамента од нештављене коже сисара на коме је манускрипт написан) методом радиоактивног угљеника процењена је на рани 15. век (1404—1438). Манускрипт је вероватно написан у Северној Италији током италијанске ренесансе.‍‍ Име је добио по Вилфриду Војничу, пољском трговцу књигама који је исти купио 1912. године.‍
Неке странице недостају, а око 240 је пронађено и сачувано. Текст је написан слева надесно, а већина страница садржи илустрације или дијаграме. Неке странице су на расклапање.
Војничев рукопис су проучавали многи како професионални тако и аматерски криптографи, укључујући америчке и британске криптоаналитичаре из Првог и Другог светског рата.‍ Нико до сада није успео да дешифрује текст, који је постао веома познат случај у историји криптографије. Мистерија значења и порекла рукописа побудила је машту у популарној култури, што је покренуло писање романа, разних спекулација са освртом на садржај рукописа и сл. Ниједна од бројних хипотеза предлаганих током последњих сто година није још увек званично потврђена.‍
Ханс П. Краус‍ је Војничев рукопис донирао Универзитету Јејл, тачније Јејловој Библиотеци ретких књига и рукописа Бејнеке, године 1969, где је тренутно каталогизован под приступним бројем „MS&nbsp;408”.‍‍ Августа 2016. године је објављено да је библиотека Бејнеке договорила са издавачком кућом Силое израду 898 нумерисаних факсимила — верних реплика рукописа за комерцијалну продају; њихова израда је започета у априлу 2016. године, а први комплет био је готов тек након 18 месеци.‍‍ Такође, у новембру 2016. године Јејлова универзитетска штампарија објавила је комерцијално издање са тврдим повезом и есејима.‍‍

## Опис

### Кодикологија
Кодикологију (физичке карактеристике рукописа) проучавали су многи истраживачи. Димензије рукописа су приближно 23,5 cm × 16,2 cm × 5 cm. Садржи стотине страница написаних на велуму те потом сакупљених у 18 арака (јединице од 25 страница). Укупан број страница је око 240, а тачан број зависи од начина на који се броје необични расклопиви делови рукописа.‍ Араци су нумерисани бројевима од 1 до 20, на различитим локацијама, са цифрама за које се верује да потичу из 1400-их; горњи десни угао сваке ректо странице (десна страница књиге за књиге чији је текст написан слева надесно) нумерисан је бројевима од 1 до 116, са цифрама које потичу из каснијег периода. Узимајући у обзир честа прескакања у нумерисању арака и страница, велика је вероватноћа да је у прошлости рукопис имао најмање 272 странице, сложене у 20 арака, од којих су неке већ недостајале када је Вилфрид Војнич дошао у посед рукописа 1912. године. Постоји чврст доказ да су многе бифолијске странице (листови пресавијени напола да би се добиле две половине, дволиснице) прераспоређиване у одређеним моментима у историји рукописа и да је оригинални редослед страница можда био доста другачији од данашњег.‍‍

### Пергамент, корице и увез
Радиоугљенично датирање узорака из различитих делова рукописа изведено је 2009. године на Универзитету у Аризони. Резултати су били конзистентни за све тестиране узорке и индицирају да је време настанка пергамента између 1404. и 1438. године.‍ Протеинским тестирањем 2014. године откривено је да је папир (пергамент) направљен од телеће коже, а мултиспектрална анализа показала је да је исти био неисписан пре настанка рукописа. Пергамент је израђен пажљиво, али мањкавости постоје и квалитет се у најбољем случају процењује на просечан.‍
Неки фолији су дебљи од уобичајене дебљине пергамента, као на пример бифолији 42 и 47.‍
Увез и корице од јареће (козје) коже‍ не припадају оригинално(ј) књизи, већ су датирани до времена када је рукопис био у власништву Римског колеџа.‍ Рупе од инсеката присутне на првом и последњем фолију рукописа (по тренутном претпостављеном редоследу) сугеришу да је пре поменутих корица рукопис имао дрвене корице, док обезбојавање на рубовима указује да су постојале и унутрашње корице од штављене коже.‍

### Мастило
Многе странице садрже битне цртеже или дијаграме који су обојени мастилом у боји. На основу модерних анализа које користе технологију поларизоване светлосне микроскопије, утврђено је да је за текст и контуре фигура коришћено писаће перо и железно жучно мастило; мастило у боји се (помало сирово) употребљавало за бојење фигура, вероватно некад касније у односу на исписивање текста и оцртавање контура. Мастило цртежа, текста и бројева страница и арака има сличне микроскопске карактеристике. Енергетски дисперзивна рендгенска спектроскопија спроведена 2009. године открила је да је мастило садржавало велике количине гвожђа, сумпора, калијума, калцијума и угљеника те бакар и понегде цинк у траговима. EDS није показао присуство олова, али је рендгенском кристалографијом идентификован калијум олово-оксид, калијум водоник-сулфат и сингенит у једном од тестираних узорака. Сличност између мастила текста и мастила цртежа указује на истовремен настанак.‍

### Боја
Плава, светла (или бела), црвено-смеђа и зелена боја рукописа анализиране су користећи PLM, XRD, EDS и скенирајућу електронску микроскопију. Испоставило се да је плава боја природни азурит са малим траговима бакровог оксида куприта. Светла боја је вероватно смеша беланца и калцијум-карбоната, док је зелена боја оквирно карактеристика бакра и бакар-хлор резината; кристални материјал је можда атакамит или друго једињење бакра и хлора. Анализа црвено-смеђе боје указује на црвени окер са кристализованим хематитом и гвожђе-сулфидом. Мале количине олово-сулфида и палмијерита могуће је да су биле присутне у црвено-смеђој боји.‍ Процењено је да су пигменти били јефтини.‍

### Ретуширање
Рачунарски стручњак Жорж Столфи са Универзитета Кампинас истакао је да су делови текста и цртежи модификовани, и то користећи тамније мастило преко ранијег блеђег текста. Доказ за ово је видљив у разним фолијима, поготово f1r, f3v, f26v, f57v, f67r2, f71r, f72v1, f72v3 и f73r.‍

### Текст
Свака страница рукописа садржи текст, већином на непознатом језику, осим изузетака који написани на латинском писму. Највећи део текста у рукопису од 240 страница написан је на непознатом писму, слева надесно. Већина „слова” исписана је у једном или у два једноставна потеза пером. Постоје неки спорови око тога да ли се поједина слова разликују или не, али писмо од 20—25 слова могло би да се састави и употреби за скоро цео текст; изузетке представља неколико десетина ређе коришћених знакова, који се појављују свега по један или два пута сваки у целом тексту. Осим тога, не постоји очигледна употреба интерпункције.‍
Већи део текста је исписан у једној колони у телу странице, са мало увученом десном маргином и са поделама на параграфе, неретко и са звездицама у левој маргини.‍ Остатак рукописа јавља се у виду графика тј. дијаграма или ознака за поједине делове везане за илустрације. Не постоје индикације да су било какве грешке или накнадне корекције начињене на било ком месту у документу. Дуктус (потези који се повлаче пером да би настало поједино слово) тече глатко и ствара се утисак да симболи нису били шифровани; не постоје „кашњења”, односно размаци између слова, као што се обично очекује у писаној форми кодираног текста.
Текст се састоји од преко 170.000 слова,‍ са размацима који врше поделу текста у око 35.000 група различите дужине, које се обично називају „речима” или „токенима речи” (37.919). Од ових речи 8.114 се сматра јединственим: „тип речи”.‍ Структура ових речи је таква да постоји велика могућност да следе неке врсте фонолошких или ортографских закона; на пример, нека слова морају да се појављују у свакој речи (као што су то српски или енглески самогласници), нека слова никада не могу да следе друга, нека могу да буду двострука или трострука, док нека друга не могу итд. Дистрибуција слова у речима је такође веома чудна, али према неким узорцима: нека слова јављају се само на почетку речи, нека само на крају, а нека увек у средини. Професор Гонзало Рубио, експерт за древне језике са Универзитета у Пенсилванији, рекао је следеће: „Ствари које познајемо као ’граматичке маркере’ — ствари које се појављују уобичајено на почетку или крају речи, као што је s или d у нашем [енглеском] језику, и које се користе за изражавање граматике, никада се не појављују у средини ’речи’ у Војничевом рукопису. То је незамисливо за било који индоевропски, мађарски или фински језик.”‍ Многи истраживачи су коментарисали ова веома строго успостављена правила у структури речи.‍ Дистрибуција слова у тексту је такође чудна: хронологија представља чудне корелације међу европским језицима, делимично присутне и код кинеског, како показује студија Стефана Вонфелта.‍
Неке речи јављају се само у одређеним деловима, или на само неколико страница; насупрот томе, друге се прожимају читавим рукописом. Постоји веома мало понављања међу хиљаду или око хиљаду ознака везаних за илустрације. Практично, нема речи са мање од два слова или са више од десет слова.‍ Постоје случајеви где се појављује иста уобичајена реч и до три пута заредом.‍ Речи које се разликују у само једном слову такође се понављају необичном учесталошћу, због чега метода једноструке супституције у дешифровању алфабета неминовно води ка стварању неразумљивог текста. Године 1962, криптоаналитичарка Елизебет Фридман описала је овакве покушаје дешифровања као „унапред осуђене на разочарење”.‍
Разни транскрипцијски алфабети измишљани су у покушају да се Војничеви карактери изједначе са латиничким словима, што би даље могло да помогне у криптоанализи; међу њима, најзначајнији пример вредан помена је Европски Војничев алфабет. Први овакав велики алфабет, 1940-их направио је криптограф Вилијам Ф. Фридман, где је свака линија рукописа транскрибована на IBM-ову бушену (Холерит) картицу, како би постала машински читљива.‍

#### Делови на познатим писмима
За само неколицину речи у рукопису сматра се да није написана на непознатом писму:‍
- : Низ латинских слова код десне маргине паралелне са словима непознатог писма. Постоји такође и тренутно нечитљив потпис Јакоба од Тепенеца у близини доње маргине.
- : Линија текста на латинском писму у близини горње маргине.
- : Астролошка серија дијаграма у астрономском делу рукописа садржи имена десет месеци (од марта до децембра) написана на латинском писму, са правописом сличним ономе који се употребљавао у средњовековним језицима Француске, северозападне Италије и Иберијског полуострва.‍[37]
- : Мали број речи у доњем левом углу, у близини цртежа нагог човека. Протумачене су као „der musz del”, што је реч из високонемачког језика‍[17] за тзв. „удовичин удео” тј. елекциони удео (термин који се користи у америчком закону који се односи на наслеђивање, а који описује део имања које преживели брачни друг може да захтева уместо онога што је остављено по вољи [умрлог] у тестаменту; такође се може назвати „удовичин удео”, „законски удео”, „избор против воље” или „присилни удео/учешће”).
- : Четири линије написане су на поприлично изобличеном латинском писму, осим двеју речи на непознатом писму. Речи на латинском писму се чине изобличеним и са карактеристикама непознатог језика. Слова личе на европске алфабете касног 14. и 15. века, али саме речи вероватно немају смисла ни на ком од тренутно познатих језика.‍[38]

Није познато да ли су ови делови на латинском писму били део оригиналног текста или су накнадно додати.

### Илустрације
Већи део рукописа је према илустрацијама издељен у шест различитих секција (делова, одељака, области), пошто текст није било могуће дешифровати. Свака секција садржи илустрације различитих стилова и текстуална објашњења са одговарајућом предметном тематиком,‍ а изузетак је последња секција са рецептима, у којој су једини „цртежи” звездице у близини маргине. Секције са њиховим конвенционалним називима и описима садржаја су:
- Хербална секција (112 фолија) — Свака страна садржи по једну или две илустрације биљака, те неколико параграфа текста. Овакав формат је типичан за европске хербале (слично хербаријуму) тог доба. Неки делови ових цртежа су веће и чистије копије скица које се могу пронаћи у „фармацеутској” секцији. Међутим, ниједна од сликом представљених биљака до сада није идентификована, односно са прихватљивом дозом сигурности недвосмислено препозната.‍[13]‍[39]
- Астрономска секција (21 фолио) — Садржи кружне дијаграме, од којих су неки са сунцима, месецима и звездама, што указује на астрономију или астрологију. Једна серија од 12 дијаграма осликава конвенционалне симболе зодијачких сазвежђа (две рибе за сазвежђе Риба, бик за сазвежђе Бика, ловац са стрелом за сазвежђе Стрелца итд.). Сваки од ових дијаграма садржи 30 женских фигура, поређаних у две или више концентричних кружница. Већина жена је, макар делимично, нага, а свака од њих у левој или десној руци држи објекат налик на означену звезду, или нешто што је приказано са звездом прикаченом на објекат који би могао да буде нека врста конопца или кабла. Последње две странице ове секције су изгубљена (сазвежђа Јарца /23. децембар — 20. јануар/ и Водолије /21. јануар — 18. фебруар/; грубо речено — јануар и фебруар), док су сазвежђа Овна и Бика раздвојена у четири упарена дијаграма, са 15 жена и 15 звезда у сваком. Неки од ових дијаграма се налазе на страницама које се расклапају.‍[13]‍[39]
- Биолошка секција (20 фолија) — Ово је густи тј. збијено написан континуирани текст, проткан фигурама (углавном мале наге жене, од којих неке носе круне које се купају у базенима или кадама повезаним сложеном мрежом цеви). Бифолио се састоји из фолија 78 (верзо) и 81 (ректо); формира интегрисани дизајн, при чему вода ’тече са једног фолија на други’.‍[27]‍[39]
- Космолошка секција (13 фолија) — Више кружних дијаграма, али нејасне природе. Ова секција такође има расклопиве делове; један од њих, обично познат под називом „Розетни фолио” (енгл. Rosettes folio), заузима шест страница и садржи мапу или дијаграм са девет „острва” или „розета” повезаних „насипима”; на њима се налазе замкови, као и нешто што би могло да буде вулкан.‍[13]‍[39]‍[40]
- Фармацеутска секција (34 фолија) — Много означених цртежа издвојених делова биљака (коренови, листови и сл.); други предмети личе на апотекарске тегле и посуде. Слике варирају по стилу: од реалних до фантастичних приказа. Укључено је и неколико параграфа, односно пасуса са текстом.‍[13]‍[39]
- Секција са рецептима (22 фолија) — Странице целе прекривене текстом, који је разломљен у мање параграфе, од којих је сваки обележен звездицом у близини леве маргине.‍[13]‍[39]

Пет фолија садржи само текст, а најмање 28 фолија недостаје из рукописа.‍

### Намена
За сачуване листове рукописа претпоставља се да би могли представљати фармакопеју (званични списак упутстава за апотекаре приликом припремања, испитивања и складиштења лекова и помоћних лековитих средстава, издат од стране државних санитетских органа) или да би пак могли да послуже именовању појмова у средњовековној или раној модерној медицини. Међутим, загонетни детаљи на илустрацијама подстакли су развој многих теорија о пореклу ове књиге, њеном садржају и намени.‍
За прву секцију књиге се готово са сигурношћу може тврдити да је реч о хербалу, али покушаји да се идентификују врсте биљака — упоређивањем било са правим примерцима у природи, било помоћу стилизованих цртежа савремених хербала — већином су били безуспешни.‍ Свега неколико цртежа биљака (као што су то, на пример, цртежи љубичица (лат. Viola tricolor) или папрати вилине власи (лат. Adiantum) може да се идентификује са одређеном тачношћу. Оне слике хербала које се поклапају са фармаколошким скицама највероватније представљају чисте копије истих, осим што су недостајући делови довршавани детаљима невероватног изгледа. У ствари, за многе цртеже биљака из хербалне секције верује се да су композитни: коренови једне врсте биљака придруживани су листовима друге, а све са цветовима треће врсте.‍
Ботаничар Хју О’Нил је веровао да је једна илустрација осликавала „сунцокрет Новог света”, што би — ако се узме у обзир — помогло у одређивању старости рукописа и отворило могућности за откривање његовог порекла; нажалост, идентификација је само спекулативне природе.‍
Сливници и цеви у биолошкој секцији понекад се тумаче имплицирајући везу са алхемијом, иако је очигледно да је сличност са опремом алхемичара тог доба веома мала.
Астролошка разматрања често су играла истакнуту улогу у прикупљању биљака, пуштању крви и другим медицинским процедурама коришћеним током периода у коме се верује да је рукопис настао. У сваком случају, поред очитих симбола Зодијака и једног дијаграма који вероватно представља класичне планете, тумачења се своде на нагађања.‍

### Комплетан рукопис
Испод је приказан комплетан рукопис, у табели која може да се сортира по страницама, бројевима фолија, темама или сликама. Назначене су и странице које недостају.
| Страница  | Фолио | Тема             | Слика | Слика | Слика | Слика | Слика | Слика | Тема          | Фолио | Страница |
| --------- | ----- | ---------------- | ----- | ----- | ----- | ----- | ----- | ----- | ------------- | ----- | -------- |
|           |       |                  |       |       |       |       |       |       | Предња корица |       | 1        |
| 2         |       | Унутрашња корица |       |       |       |       |       |       | Биљке         |       | 3        |
| 4         |       | Биљке            |       |       |       |       |       |       | Биљке         |       | 5        |
| 6         |       | Биљке            |       |       |       |       |       |       | Биљке         |       | 7        |
| 8         |       | Биљке            |       |       |       |       |       |       | Биљке         |       | 9        |
| 10        |       | Биљке            |       |       |       |       |       |       | Биљке         |       | 11       |
| 12        |       | Биљке            |       |       |       |       |       |       | Биљке         |       | 13       |
| 14        |       | Биљке            |       |       |       |       |       |       | Биљке         |       | 15       |
| 16        |       | Биљке            |       |       |       |       |       |       | Биљке         |       | 17       |
| 18        |       | Биљке            |       |       |       |       |       |       | Биљке         |       | 19       |
| 20        |       | Биљке            |       |       |       |       |       |       | Биљке         |       | 21       |
| 22        |       | Биљке            |       |       |       |       |       |       | недостаје     |       | —        |
| —         |       | недостаје        |       |       |       |       |       |       | Биљке         |       | 23       |
| 24        |       | Биљке            |       |       |       |       |       |       | Биљке         |       | 25       |
| 26        |       | Биљке            |       |       |       |       |       |       | Биљке         |       | 27       |
| 28        |       | Биљке            |       |       |       |       |       |       | Биљке         |       | 29       |
| 30        |       | Биљке            |       |       |       |       |       |       | Биљке         |       | 31       |
| 32        |       | Биљке            |       |       |       |       |       |       | Биљке         |       | 33       |
| 34        |       | Биљке            |       |       |       |       |       |       | Биљке         |       | 35       |
| 36        |       | Биљке            |       |       |       |       |       |       | Биљке         |       | 37       |
| 38        |       | Биљке            |       |       |       |       |       |       | Биљке         |       | 39       |
| 40        |       | Биљке            |       |       |       |       |       |       | Биљке         |       | 41       |
| 42        |       | Биљке            |       |       |       |       |       |       | Биљке         |       | 43       |
| 44        |       | Биљке            |       |       |       |       |       |       | Биљке         |       | 45       |
| 46        |       | Биљке            |       |       |       |       |       |       | Биљке         |       | 47       |
| 48        |       | Биљке            |       |       |       |       |       |       | Биљке         |       | 49       |
| 50        |       | Биљке            |       |       |       |       |       |       | Биљке         |       | 51       |
| 52        |       | Биљке            |       |       |       |       |       |       | Биљке         |       | 53       |
| 54        |       | Биљке            |       |       |       |       |       |       | Биљке         |       | 55       |
| 56        |       | Биљке            |       |       |       |       |       |       | Биљке         |       | 57       |
| 58        |       | Биљке            |       |       |       |       |       |       | Биљке         |       | 59       |
| 60        |       | Биљке            |       |       |       |       |       |       | Биљке         |       | 61       |
| 62        |       | Биљке            |       |       |       |       |       |       | Биљке         |       | 63       |
| 64        |       | Биљке            |       |       |       |       |       |       | Биљке         |       | 65       |
| 66        |       | Биљке            |       |       |       |       |       |       | Биљке         |       | 67       |
| 68        |       | Биљке            |       |       |       |       |       |       | Биљке         |       | 69       |
| 70        |       | Биљке            |       |       |       |       |       |       | Биљке         |       | 71       |
| 72        |       | Биљке            |       |       |       |       |       |       | Биљке         |       | 73       |
| 74        |       | Биљке            |       |       |       |       |       |       | Биљке         |       | 75       |
| 76        |       | Биљке            |       |       |       |       |       |       | Биљке         |       | 77       |
| 78        |       | Биљке            |       |       |       |       |       |       | Биљке         |       | 79       |
| 80        |       | Биљке            |       |       |       |       |       |       | Биљке         |       | 81       |
| 82        |       | Биљке            |       |       |       |       |       |       | Биљке         |       | 83       |
| 84        |       | Биљке            |       |       |       |       |       |       | Биљке         |       | 85       |
| 86        |       | Биљке            |       |       |       |       |       |       | Биљке         |       | 87       |
| 88        |       | Биљке            |       |       |       |       |       |       | Биљке         |       | 89       |
| 90        |       | Биљке            |       |       |       |       |       |       | Биљке         |       | 91       |
| 92        |       | Биљке            |       |       |       |       |       |       | Биљке         |       | 93       |
| 94        |       | Биљке            |       |       |       |       |       |       | Биљке         |       | 95       |
| 96        |       | Биљке            |       |       |       |       |       |       | Биљке         |       | 97       |
| 98        |       | Биљке            |       |       |       |       |       |       | Биљке         |       | 99       |
| 100       |       | Биљке            |       |       |       |       |       |       | Биљке         |       | 101      |
| 102       |       | Биљке            |       |       |       |       |       |       | Биљке         |       | 103      |
| 104       |       | Биљке            |       |       |       |       |       |       | Биљке         |       | 105      |
| 106       |       | Биљке            |       |       |       |       |       |       | Биљке         |       | 107      |
| 108       |       | Биљке            |       |       |       |       |       |       | Биљке         |       | 109      |
| 110       |       | Биљке            |       |       |       |       |       |       | Биљке         |       | 111      |
| 112       |       | Биљке            |       |       |       |       |       |       | Текст         |       | 113      |
| 114       |       | Текст            |       |       |       |       |       |       | Текст         |       | 115      |
| 116       |       | Текст            |       |       |       |       |       |       | недостаје     |       | —        |
| —         |       | недостаје        |       |       |       |       |       |       | недостаје     |       | —        |
| —         |       | недостаје        |       |       |       |       |       |       | недостаје     |       | —        |
| —         |       | недостаје        |       |       |       |       |       |       | недостаје     |       | —        |
| —         |       | недостаје        |       |       |       |       |       |       | недостаје     |       | —        |
| —         |       | недостаје        |       |       |       |       |       |       | недостаје     |       | —        |
| —         |       | недостаје        |       |       |       |       |       |       | Биљке         |       | 117      |
| 118       |       | Биљке            |       |       |       |       |       |       | Текст         |       | 119      |
| 120       |       | Биљке            |       |       |       |       |       |       | Астрономија   |       | 121      |
| 122       |       | Астрономија      |       |       |       |       |       |       | Астрономија   |       | 123      |
| 124       |       | Астрономија      |       |       |       |       |       |       | Космологија   |       | 125      |
| 126       |       | Космологија      |       |       |       |       |       |       | Космологија   |       | 127      |
| 128       |       | Зодијак          |       |       |       |       |       |       | Зодијак       |       | 129      |
| 130       |       | Зодијак          |       |       |       |       |       |       | Зодијак       |       | 131      |
| 132       |       | Зодијак          |       |       |       |       |       |       | Зодијак       |       | 133      |
| 134       |       | Зодијак          |       |       |       |       |       |       | недостаје     |       | —        |
| —         |       | недостаје        |       |       |       |       |       |       | Биологија     |       | 135      |
| 136       |       | Биологија        |       |       |       |       |       |       | Биологија     |       | 137      |
| 138       |       | Биологија        |       |       |       |       |       |       | Биологија     |       | 139      |
| 140       |       | Биологија        |       |       |       |       |       |       | Биологија     |       | 141      |
| 142       |       | Биологија        |       |       |       |       |       |       | Биологија     |       | 143      |
| 144       |       | Биологија        |       |       |       |       |       |       | Биологија     |       | 145      |
| 146       |       | Биологија        |       |       |       |       |       |       | Биологија     |       | 147      |
| 148       |       | Биологија        |       |       |       |       |       |       | Биологија     |       | 149      |
| 150       |       | Биологија        |       |       |       |       |       |       | Биологија     |       | 151      |
| 152       |       | Биологија        |       |       |       |       |       |       | Биологија     |       | 153      |
| 154       |       | Биологија        |       |       |       |       |       |       | Текст         |       | 155      |
| 156 & 158 | ,     | Космологија      |       |       |       |       |       |       | Космологија   | &     | 157      |
| 156 & 158 | ,     | Космологија      |       |       |       |       |       |       | Космологија   | &     | 157      |
| 156 & 158 | ,     | Космологија      |       |       |       | Биљке |       | 159   |               |       |          |
| 160       |       | Биљке            |       |       |       |       |       |       | Фармацеутика  |       | 161      |
| 162       |       | Фармацеутика     |       |       |       |       |       |       | Фармацеутика  |       | 163      |
| 164       |       | Фармацеутика     |       |       |       |       |       |       | Фармацеутика  |       | 165      |
| 166       |       | Биљке            |       |       |       |       |       |       | недостаје     |       | —        |
| —         |       | недостаје        |       |       |       |       |       |       | недостаје     |       | —        |
| —         |       | недостаје        |       |       |       |       |       |       | Биљке         |       | 167      |
| 168       |       | Биљке            |       |       |       |       |       |       | Биљке         |       | 169      |
| 170       |       | Биљке            |       |       |       |       |       |       | Биљке         |       | 171      |
| 172       |       | Биљке            |       |       |       |       |       |       | Биљке         |       | 173      |
| 174       |       | Биљке            |       |       |       |       |       |       | недостаје     |       | —        |
| —         |       | недостаје        |       |       |       |       |       |       | недостаје     |       | —        |
| —         |       | недостаје        |       |       |       |       |       |       | Фармацеутика  |       | 175      |
| 176       |       | Фармацеутика     |       |       |       |       |       |       | Фармацеутика  |       | 177      |
| 178       |       | Фармацеутика     |       |       |       |       |       |       | Фармацеутика  |       | 179      |
| 180       |       | Фармацеутика     |       |       |       |       |       |       | Фармацеутика  |       | 181      |
| 182       |       | Фармацеутика     |       |       |       |       |       |       | Рецепти       |       | 183      |
| 184       |       | Рецепти          |       |       |       |       |       |       | Рецепти       |       | 185      |
| 186       |       | Рецепти          |       |       |       |       |       |       | Рецепти       |       | 187      |
| 188       |       | Рецепти          |       |       |       |       |       |       | Рецепти       |       | 189      |
| 190       |       | Рецепти          |       |       |       |       |       |       | Рецепти       |       | 191      |
| 192       |       | Рецепти          |       |       |       |       |       |       | Рецепти       |       | 193      |
| 194       |       | Рецепти          |       |       |       |       |       |       | недостаје     |       | —        |
| —         |       | недостаје        |       |       |       |       |       |       | недостаје     |       | —        |
| —         |       | недостаје        |       |       |       |       |       |       | Рецепти       |       | 195      |
| 196       |       | Рецепти          |       |       |       |       |       |       | Рецепти       |       | 197      |
| 198       |       | Рецепти          |       |       |       |       |       |       | Рецепти       |       | 199      |
| 200       |       | Рецепти          |       |       |       |       |       |       | Рецепти       |       | 201      |
| 202       |       | Рецепти          |       |       |       |       |       |       | Рецепти       |       | 203      |
| 204       |       | Рецепти          |       |       |       |       |       |       | Рецепти       |       | 205      |
| 206       |       | Текст            |       |       |       |       |       |       | Празно        |       | 207      |
| 208       |       | Празно           |       |       |       |       |       |       | Празно        |       | 209      |
| 210       |       | Задња корица     |       |       |       |       |       |       |               |       |          |

## Историја
Већина ране историје књиге је непозната,‍ иако су и текст и илустрације у целости карактеристични за Европу. Истраживачи са Универзитета у Аризони спровели су 2009. године радиоугљенично датирање велума рукописа, угљениковим изотопом 14. Резултат тог теста је потврдио не само старост већ и аутентичност рукописа, а као време настанка са стопостотном сигурношћу наводи се период 1404—1438.‍‍‍ Додатно, Истраживачки институт Макроун у Чикагу открио је да су боје у рукопису израђене од материјала за које се верује да потичу управо из поменутог периода европске историје. Такође је навођено и да је Истраживачки институт Макроун утврдио да је већина мастила нанета на велум недуго после настанка самог пергамента тј. тог велума, с тим да званични извештаји не садрже никакве информације везане за ово могуће апсолутно потврђивање аутентичности мистериозног дела.‍
Први потврђени власник рукописа је Георг Бареш (1585—1662), непознати алхемичар из Прага. Бареш је — наводно — у вези ове „сфинге” која је „беспотребно заузимала простор у његовој библиотеци” много година, био збуњен као и остали модерни научници тог доба.‍ Знајући да је Атанасије Кирхер (1602—1680), језуитски учењак са Римског колеџа, објавио коптски (египатски) речник и „дешифровао” египатске хијероглифе, Бареш је Кирхеру у Рим два пута слао копију рукописа као примерак, тражећи доказе. Барешево писмо из 1639. године упућено Кирхеру (прво писмо) најраније је помињање рукописа које је званично потврђено и које је откривено до данас.‍
Није познато да ли је Кирхер одговорио на захтев, али је наводно био заинтересован у довољној мери да покуша доћи у посед оригинала књиге, коју је Бареш упорно одбијао да дȃ (позајми). После Барешеве смрти, рукопис је прво припао његовом пријатељу Јану Мареку Марцију (1595—1667), познатијем под именом Јохан Маркус Марци, а потом ректору Универзитета Чарлс у Прагу. Марци је неколико година касније рукопис послао Кирхеру, свом дугогодишњем пријатељу и кореспонденту,‍ који је коначно успео да се домогне оригинала.
Писмо пронађено унутар корица — написано 19. августа 1665.‍‍‍ или 1666. године,‍‍‍ — стављено је у рукопис када га је Јоханес Маркус послао Кирхеру, што доказује да је књига једном припадала владару Рудолфу  (1552—1612) који је за њега платио 600 златних дуката (око 2,07 kg злата). Писмо је написано на латинском језику‍ а преведено је и на енглески.‍‍ Књига је затим дата или позајмљена Јакобу Хорчицком од Тепенеца (умро 1622), главном задуженом за Рудолфове ботаничке баште у Прагу, вероватно као део дуга који је остао иза Рудолфа  по његовој смрти.‍
Марцијево писмо у корицама из 1665/1666. године (друго писмо), написано на латинском, добио је и Војнич, заједно са рукописом који је купио 1912. године.‍ У писму је писало следеће:‍
| „ | Велечасни и Уважени Господине, Оче у Христа: Ову књигу, мени завештану од стране интимног пријатеља, ја сам предодредио за тебе, мој веома драги Атанасије, чим је дошла у мој посед, [а] за њу сам био уверен да не може бити прочитана од стране икога осим тебе. Бивши власник ове књиге питао је [за] твоје мишљење писмом, копирајући и шаљући ти део књиге из ког би ти како је он веровао требало да будеш у могућности да прочиташ остатак, али он је у то време одбијао да пошаље саму књигу. За њено дешифровање он је посветио неуморан труд, што је очигледно из његових покушаја које сам ти ја послао овим путем, и он је препустио наду само са својим животом. Али његов труд је био узалуд, за сфинге као што су ове послушај [мишљење] никог [другог] сем њиховог господара, Кирхера. Прихвати сада овај знак, као што јесте и иако је са великим закашњењем, моја наклоност за вас, и проби се кроз његове решетке [реши мистерију], ако [оне] уопште постоје, са својим уобичајеним успехом. Др Рафаел, инструктор у бохемском језику за Фердинанда , краља Бохемије, рекао ми је да је наведена књига припадала владару Рудолфу и да је он представио [дао, платио] доносиоцу ко му је донио књигу 600 дуката. Он је веровао да је аутор био Роџер Бејкон, Енглез. На [У] овом тренутку ја обустављам суђење [престајем да исказујем своје мишљење]; на твом је месту [на теби је] да дефинишеш за нас који поглед би требало да [за]узмемо о томе, за чију корист и љубазност ја безрезервно везујем себе и остајем [при томе] У служби вашег [Високог] Поштовања, Јоханес Маркус Марци од Кроунланда Праг, 19. август 1665.‍‍ (или 1666)‍‍ | ” |

Никаквих записа или забележених помена књиге у следећих 200 година нема, али по свој прилици била је чувана са остатком Кирхерове кореспонденције у библиотеци тадашњег Римског колеџа (сада Папски универзитет Грегоријана).‍ Ту је вероватно остала све док трупе Виторија Емануела  Савојског нису окупирале град 1870. године и анектирале Папску државу. Нова италијанска влада је одлучила да конфискује много тога што је припадало Цркви, укључујући и библиотеку Колеџа.‍ Према истрагама које су спровели Хавијер Секалди и остали, баш пре него што се ово десило многе књиге Универзитетске библиотеке исхитрено су пребачене у личне библиотеке наставничког особља, те су тако изузете од конфискације.‍ Кирхерова кореспонденција је била међу овим књигама, а тако и наводно Војничев рукопис, јер исти још увек носи екс либрис Петера Јана Бекса, поглавара Језуитског реда и ректора Универзитета у то доба.‍‍
Бексева „приватна” библиотека премештена је у Вилу Мондрагоне (Фраскати, Италија), велику државну палату у близини Рима коју је 1866. године купила Дружба Исусова и која је служила као седиште језуитског Колеџа Гислијери.‍
Године 1903, Друштво Исуса (Римски колеџ) упало је у финансијске проблеме те је одлучило да дискретно прода неколико својих газдинстава Ватиканској библиотеци. Рајсшарт је 1959. објавио списак ових књига, које су биле на продају. Размена је потом обављена 1912, али неке књиге су недостајале са списка.‍ Вилфрид Војнич је тада дошао у посед 30 ових рукописа, међу којима је и онај који тренутно носи његово име.‍ Војнич је потрошио следећих седам година покушавајући да заинтересује учењаке за дешифровање рукописа, док је он за то време радио на откривању порекла овог мистериозног дела.‍ Како год, Карл Вајдман је продао књиге Рудолфу II у марту 1599.
После Вилфридове смрти, 1930. године, рукопис је наследила његова удовица, Етел Војнич (позната по томе што је ауторка романа Обад и што је ћерка математичара Џорџа Була). Она је умрла 1960. године, а рукопис је оставила својој блиској пријатељици, Ен Нил. После тога, 1961. године, Нилова је рукопис продала другом (пре)продавцу античких књига, Хансу Петеру Краусу. У немогућности да пронађе купца, Краус је 1969. године Војничев рукопис донирао Универзитету Јејл, где је и данас каталогизован као „MS&nbsp;408”.‍ У разговору, рукопис се понекад назива и именом „Бејнеке MS&nbsp;408”.‍

### Хронологија власништва
Испод је дат хронолошки приказ власништва Војничевог рукописа. Власници из 17. века који се сматрају потврђенима су обојени у наранџасто, дуг период чувања у Римском колеџу у жуто, Фраскати тј. наводна локација где је Вилфрид Војнич дошао до рукописа у светлозелено, Војнич у црвено, а модерни власници у плаво. Периоди непознатог власништва су назначени у белој, а време могућег настанка на основу карбонског датирања велума у тамнозеленој боји.‍
| Хронологија власништва Војничевог рукописа |
|                                            |

## Хипотезе о ауторству
Многи људи били су предлагани као могући аутори Војничевог рукописа, али права особа остала је непозната све до данас.
Марцијево писмо у корицама из 1665/1666. године упућено Кирхеру говори да је — према његовом ранијем пријатељу Рафаелу Собјехрду-Мнишовском — књигу једном купио Рудолф , цар Светог римског царства и краљ Бохемије (1552—1612), и то за 600 дуката (2,07 kg стварне тежине злата — AGW). (Мнишовски је умро више од 20 година пре овога (1644), па према томе — договор мора да је пао пре Рудолфове абдикације 1611. године, што је барем 55 година пре Марцијевог писма.) Према писму, Мнишовски је (али не нужно и Рудолф) нагађао како је аутор био фрањевачки калуђер и полимата Роџер Бејкон (1214—1294).‍ Иако је Марци у писму рекао да „обуставља суђење” око ове тврдње, исту је поприлично озбиљно узео у обзир Вилфрид Војнич, који је радио много на томе да је потврди.‍ Поред Роџера Бејкона, Војнич је разматрао могућност да је аутор можда био и Албертус Магнус.‍
Претпоставка да је Роџер Бејкон аутор Војнича је довела до закључка да је особа која је продала рукопис Рудолфу морала да буде нико други до Џон Ди (1527—1608), математичар и астролог на двору краљице Елизабете  Тјудор од Енглеске, за коју је познато да је у власништву имала велику колекцију Бејконових рукописа. Ди и његов кристаломант (асистент за медијум) Едвард Кели живели су неколико година у Бохемији (Чешка), где су се надали да ће своје услуге продати цару. Међутим, то се вероватно није догодило, јер Дијеви пажљиво чувани дневници не помињу такво нешто.‍ Ако аутор Војничевог рукописа није Бејкон, претпостављена веза са Дијем значајно слаби. До примењивања методе радиоактивног угљеника на рукопис и датирања истог на 15. век, разматрала се и могућност да је Ди или Кели можда написао рукопис, па ширио гласине да је исти оригинално био рад Бејкона, а све у нади да ће касније да га прода.‍

### Војничева фабрикација
Неки су сумњали да је сам Војнич измислио рукопис.‍ Као препродавац античких књига он је вероватно имао неопходно знање и средства, а „изгубљена књига” Роџера Бејкона била би вредна богатства. Штавише, Барешево писмо, као и Марцијево, само одређују постојање неког рукописа, а не нужно да је Војничев рукопис тај исти о коме се у писмима говори. Другим речима, ова писма могла би вероватно бити чак мотивација за Војнича да измисли свој рукопис (под претпоставком да је био свестан да писма уопште постоје), а не да послуже као доказ који би потврдио аутентичност оригиналног рукописа. Како год, многи се више ослањају на експертно датирање рукописа и скорашње (јун 1999)‍ откриће Барешевог писма упућеног Кирхеру као на чињенице које могућност Војничеве фабрикације елиминишу у потпуности.‍‍ Ејмон Дафи каже да је радиоугљеничним датирањем пергамента (или, тачније речено, велума) „ефективно избачена свака могућност да је рукопис постсредњовековна превара”, пошто конзистентност страница индицира да је порекло из једног извора; такође је речено да је „незамисливо” да би количина коришћеног пергамента који покрива „најмање четрнаест или петнаест целих телећих кожа” могла да опстане од почетка петнаестог века до данас.‍ Међутим, недавно кривотворење Свитака са Мртвог мора, чија је основа 2.000 година стара кожа као њихов ’омот’, показује да је чисто угљенично датирање недовољно.‍

### Ђовани Фонтана
Сугерисано је да неке илустрације у књизи италијанског инжењера Ђованија Фонтане помало личе на илустрације у Војничевом рукопису. Фонтана је био упознат са криптографијом и користио је у својим књигама, с тим да није користио Војничев рукопис него једноставно супститутивно шифровање. У књизи Secretum de thesauro experimentorum ymaginationis hominum (срп. Тајна богате собе експеримената у човековој машти), написаној око 1430, Фонтана је описао мнемоничке машине, коришћене за његово шифровање. Барем су Bellicorum instrumentorum liber и ова књига користили криптографски систем, описан као једноставно рационално шифровање, засновано на знаковима без слова и бројева.

### Остале теорије
Војнич је био у стању да, негде пре 1921. године, прочита слабо видљиво име написано при дну прве стране рукописа: „Јакобј од Тепенеца”. Ово се узима као веза са Јакобом Хорчицкијем од Тепенеца (1575—1622), такође познатим по свом латинском имену Јакоб Синапије. Рудолф  је Синапија оплеменио (прогласио племићем) 1607. године; потом га је именовао својим Царским Дестилатором и учинио куратором (управник, надзорник, чувар) својих ботаничких башти и својим личним лекаром. Војнич је, као и многи други људи после њега, из овога закључио да је Јакоб својевремено био власник рукописа пре Бареша, а веза са Рудолфовим судом се управо створила, што даље иде у прилог потврђивања Мнишовскијеве приче.
Јакобово име још увек је јасно видљиво под УВ светлом; међутим, оно не одговара копији његовог потписа у документу који је 2003. године пронашао Јан Хурих.‍‍ Као резултат тога, причало се да је потпис додат накнадно, можда чак и на превару од стране Војнича лично. Ипак, због тога што би текст на страни f1r могао да буде један од знакова који би потврдили власништво, а који је можда додао библиотекар у то време, разлика између ова два потписа не мора нужно да оповргава постојање могућности да је Хорчицки својевремено био власник рукописа.
Забележено је да Барешево писмо са собом носи неке сличности са обманом коју је оријенталиста Андреас Милер једном извршио над Кирхером. Наиме, Милер је Кирхеру послао неки неразумљив текст са напоменом која објашњава да је исти дошао из Египта, а од Кирхера се тражио превод; Кирхер је рукопис, наводно, успео да преведе.‍ Спекулисало се да су оба ова примера били криптографски трикови на које је Кирхер насео, у циљу да га се направи ’будаластим’.‍ Међутим, Војничев рукопис је знатно другачијих размера, ако се упореди са неколико знакова у писму. Сагледавајући ове размере, обмана се чини заиста неизводљивим подухватом.
Рафаел Мнишовски, пријатељ Марција који је био угледни извор за Бејконову причу, и сам је био криптограф (међу многим другим стварима којима се бавио), а наводно је измислио шифру за коју је тврдио да ју је немогуће „провалити” (око 1618).‍ Ово је довело до спекулација да је можда Мнишовски написао Војничев рукопис као практичну демонстрацију своје шифре и да је касније искористио Бареша као свог експерименталног субјекта, несвесног у чему учествује. И заиста, одрицања у Марцијевом писму из корица Војничевог рукописа могло би да значе да је Марци сумњао на неку врсту преваре у коју и сам бива уплетен.‍
У својој књизи из 2006. године, Ник Пелинг је навео да постоји могућност да је Војничев рукопис можда у 15. веку написао архитекта из Северне Италије, по имену Антонио Аверлино (такође познат и као „Филарете”). Ова теорија је углавном доследна са радиокарбонским датирањем.‍
Х. Ричард СантаКолома спекулисао је да је Војничев рукопис можда повезан са холандским проналазачем из 17. века Корнелијем Дребелом, у почетку наводећи да је реч о Дребеловој шифрованој бележници о микроскопији и алхемији, а касније правећи хипотезе да је то фикцијска „конекција” која води до утопијског романа Франсиса Бејкона под именом Нова Атлантида, где се помињу неки Дребелови изуми и идеје (нпр. „подморница”, „вечити сат” и сл.).‍

## Хипотезе о језику
Постоји огроман број хипотеза о „језику” на ком је написан Војничев рукопис; тај језик је прозван војничевским језиком (енгл. Voynichese language).

### Шифре
Према теорији дешифровања која се темељи на словима, Војничев рукопис садржи текст који има значење и који је написан на једном од европских језика, а који је првобитно био нејасно формиран и као такав мапиран за „алфабет” Војничевог рукописа кроз присутно шифровање неке врсте тј. алгоритам који је управљао распоређивањем појединих слова кроз рукопис. Ово је била хипотеза којом се водила већина оних који су покушавали да дешифрују рукопис у 20. веку, укључујући и покушај криптогрāфā Државне безбедносне агенције које је предводио Вилијам Ф. Фридман раних 1950-их.‍
Главни аргумент за ову теорију је да је употреба необичног алфабета од стране европског аутора превише чудна да би се објаснила, а једино што преостаје је да је аутор желео да сакрије информације. У ствари, чак је и Роџер Бејкон знао о шифрама, а процењени датум за рукопис — игром случаја — грубо се поклапа са рођењем криптографије као релативно систематичне дисциплине у Европи.‍
Противаргумент је да се готово ни један систем шифровања конзистентан са том ером не може никако поклопити са оним што се заиста види у Војничевом рукопису. На пример, једноставно моноалфабетско шифровање могло би да се искључи зато што дистрибуција учесталости слова не личи ни на једну другу дистрибуцију у било ком сличном познатом језику. С друге стране, мали број различитих облика слова коришћен у рукопису имплицира одбацивање номенклаторског као и хомофоничног шифровања (зато што ови начини углавном захтевају алфабете са више знакова). Слично томе, полиалфабетско шифровање, први пут употребљено од стране Леона Батисте Албертија у 1460-им, а касније унапређено и Вижнеровим шифровањем, такође не води ка успеху јер ове шифре садрже облике који се појављују откприлике са истим вероватноћама, што није налик на дистрибуцију слова у језику којим је писан Војничев рукопис.‍
Како год, присуство великог броја уско груписаних облика у Војничевом рукопису (као што су or, ar, ol, al, an, ain, aiin, air, aiir, am, ee, eee, између осталих) указује на то да би његов систем шифровања могао да користи тзв. „вербално шифровање”, где поједина слова у отвореном тексту бивају шифрована у групе или тзв. „лажна слова”. На пример, прве две линије странице f15v (на слици десно) садрже „” и „”, што веома личи на оно како би римски бројеви изгледали када би били вербално шифровани (на пример, „CCC” или „XXXX”).‍
Такође, сасвим је могуће да је систем енкрипције почео од фундаментално једноставне шифре, а да се касније закомпликовао и проширио додавањем нула (безначајних симбола), хомофона (дуплих симбола), шифара транспозиције (прераспоређивања слова), лажних разламања речи и тако даље.‍

### Кодови (шифрарник)
Према теорији „кодне књиге за шифровање” (тзв. шифрарник), „речи” Војничевог рукописа заправо би требало да буду кодови који би могло да се пронађу у „речнику” или „шифрарнику”. Главни доказ за ову теорију је то да су унутрашња структура и дистрибуција дужина многих речи сличне онима заступљеним код римских бројева, који — узимајући у обзир време настанка рукописа — могу да буду природан избор за кодове. Како год, шифре базиране на књигама одрживе су само за кратке поруке зато што су веома гломазне, како за писање тако и за читање.‍

### Стенографија
Године 1943, Џозеф Мартин Фили тврдио је да је рукопис био научни дневник написан у стенографији. Према Д’Империју,‍ овде је у питању „латински, али у систему скраћених форми које се не сматрају прихватљивима међу другим научницима, који су једногласно одбијали његова читања текста”.

### Стеганографија
Овом се теоријом тврди да је текст Војничевог рукописа већинским делом бесмислен тј. без значења, али да садржи информације са значењем које су сакривене у неприметним детаљима (на пример, друго слово сваке речи или број слова у свакој линији). Ова техника шифровања — позната као стеганографија — веома је стара, а први ју је описао Јохан Тритемије године 1499. Иако се спекулисало да је отворени текст требало да се првобитно екстрахује Карданском решетком (преклапање са исечцима за смислени текст) неке врсте, ово се данас баш и не чини вероватним, јер речи и слова нису распоређени на начин да личе на било какву правилну решетку. Ипак, стеганографске тврдње је тешко доказати или оповргнути зато што стеготекстови могу да буду произвољно тешки за пронаћи. Аргумент против стеганографије је то да поседовати текст налик на шифру на самим корицама наговештава веома јасно постојање тајне поруке, што је самоанулирајуће. Међутим, пошто текст на корицама не личи на нешто мање непознат природни језик, овај аргумент није увелико убедљив.
Навођено је да би се текст са значењем могао декодирати по дужини или облику одређених потеза пером.‍‍ И заиста постоје примери стеганографије из отприлике тог доба који користе облик слова (курзив наспрам усправних слова) да би скрили информације. Међутим, када се прегледају користећи велике проценте увеличавања, потези писаћим пером у Војничевом рукопису чине се поприлично природним те знатно изобличеним због неравномерне дебљине велума тј. испупчења на његовој површини.‍

### Природни језик
Статистичке анализе текста откривају узорке сличне оним у природним језицима. На пример, ентропија речи (око 10 бита по речи) слична је ентропији у енглеским или латинским текстовима.‍ Године 2013, Дијего Амансио и др. навели су могућност да је Војничев рукопис „већинским делом компатибилан са природним језицима, али некомпатибилан са насумичним текстовима”.‍
Лингвиста Жак Гај једном приликом је навео да би текст Војничевог рукописа могао бити мало познат природни језик, написан отвореним текстом и измишљеним алфабетом. Структура речи је слична оној структури која је присутна код многих језичких породица источне и средње Азије, углавном структури сино-тибетанских (кинески, тибетански и бурмански), аустроазијских (вијетнамски, кмерски итд.), а можда и таи језика (тајландски, лаоски итд.). У многим од ових језика, речи имају само један слог, а слогови имају поприлично богату структуру, укључујући тонске обрасце.‍
Ова теорија има одређену историјску веродостојност. Док су они језици генерално имали изворна писма, ови су били изузетно тешки за посетиоце са Запада. Ова тешкоћа у размевању мотивисала је проналазак неколико фонетских писама, већином са латинским словима, али каткад и са измишљеним и створеним новим алфабетима. Иако стоји да су познати примери настали много касније него Војничев рукопис, историја бележи стотине истраживача и мисионара који би могли то да ураде у време настанка манускрипта — чак и пре путовања Марка Пола у 13. веку, а нарочито након што је Васко да Гама пронашао и препловио морску руту до Оријента 1499. године.‍
Главни аргумент за ову теорју је то да је у складу са свим статистичким својствима текста Војничевог рукописа која су до сада тестирана, укључујући двоструко и троструко написане речи (које су се проналазиле као честа појава у кинеским и вијетнамским текстовима са отприлике истом фреквенцијом као и у Војничевом манускрипту). Такође се објашњава и очигледни мањак цифара и западњачких синтактичких одлика (као што су чланци и копуле), те генерална загонетност илустрација. Други могући наговештај су два велика црвена симбола на првој страници, који су поређени са насловима за књиге кинеског стила и који су обрнути и лоше ископирани. Такође, јасна подела календарске године на 360 дана (а не на 365 дана), у групама од по 15 и почињући од Риба, одлика је Кинеског пољопривредног календара (кин: 節氣, jie qi). Главни аргумент против теорије је чињеница да нико (укључујући и учењаке на Кинеској академији наука у Пекингу) није био у стању да пронађе нити један примерак азијског симболизма или азијске науке у илустрацијама.‍
Џејмс Р. Чајлд из Државне безбедносне агенције — такође лингвиста, за индоевропске језике — 1976. године је навео да је манускрипт написан на „досад непознатом севернонемачком дијалекту”.‍ У манускрипту је идентификовао „скелетну синтаксу неколико елемената од којих неки подсећају на [тачно] одређене германске језике”, док је сам садржај изражен користећи „огромну количину опскурности”.‍
Пред крај 2003. године, Пољак Збигњијев Банасик рекао је да је рукопис отворени текст написан на манчу (манџуријском) језику, уз што је приложио и парцијални („део по део”) превод прве странице.‍
Фебруара 2014. године, професор Стивен Бакс са Универзитета у Бедфордширу објавио је у јавност своје истраживање у ком је користио методологију „одоздо према горе” (енгл. bottom up) да би разумео рукопис. Његова метода укључује тражење и превођење властитих именица, а у вези са релевантним илустрацијама и у контексту других језика из истог периода. Студија коју је објавио на интернету нуди тентантивни (провизорни, привремени, оквирни) превод за 14 слова и за 10 речи рукописа.‍‍‍‍ Бакс сматра да је текст трактат о природи написан на природном језику, а не као код.
Артур О. Такер и Рексфорд Х. Талберт су 2014. године објавили студију у којој тврде да постоји позитивна идентификација 37 биљака, 6 животиња и 1 минерала наведених у Војничевом рукопису, с тим да је поклапање пронађено са цртежима из Мале књиге о индијанском лековитом биљу (лат. Libellus de Medicinalibus Indorum Herbis), односно Бадијанусовог рукописа (како се књига још назива по свом преводиоцу) односно Кодекса де ла Круз-Бадијано (како се још назива по свом оригиналном аутору и преводиоцу) или Кодекса Барберини (како се још назива по католичком кардиналу Франческу Барберинију који је у њен посед дошао у раном 17. веку).‍ Реч је о астечком хербалу из 15. века.‍ Узев у обзир присутност атакамита у боји, Такер и Талберт мисле да хербална секција рукописа потиче из колонијалне Нове Шпаније и да је написана на наватлу (астечки језик), док као годину настанка наводе период од 1521. године (година Освајања) до око 1576, што је очигледно у контрадикцији са доказима које је за велум и многе друге елементе манускрипта пружио веома поуздани метод радиоактивног угљеника. Како год, иако је велум можда настао раније према датирању могуће је да је само био спремљен и коришћен касније за израду рукописа. Анализа овог двојца је била критикована од стране других истраживача Војничевог рукописа,‍ који су тврдили — између осталог — да би вешт фалсификатор могао створити биљке довољно сличне до тада неоткривеним постојећим биљкама.‍
Године 2014, тим који је предводио др Дијего Амансио са Института математичких и рачунарских наука Универзитета у Сао Паолу, објавио је рад у којем је детаљно описана студија помоћу статистичких метода а да би се анализирали односи речи у тексту. Уместо што је покушавао одредити значење, Амансијев тим је користио комплексну мрежу моделовања да би испитао везе и кластере речи. Коришћењем концепта као што је фреквенција и интермитенција, чиме се мери јављање и концентрација термина у тексту, Амансио је био у могућности да открије кључне речи у рукопису и створи 3Д моделе структуре текста и фреквенције речи. Њихов закључак је био да су у 90% случајева, Војничеви системи слични онима других познатих књига као што је Библија; ово указује да је књига стварни примерак текста на стварном језику, а не добро испланирано ’брбљање’.‍
Употреба фрејмворка је постала пример помоћу анализе Војничевов рукописа, с коначним закључком да се разликује од насумичне секвенце речи, што је компатибилно с природним језицима. Иако наш приступ није имао за циљ дешифровање Војнича, било је могуће одредити кључне речи које би у будућности могле да буду од користи за оне који дешифрују.‍

### Плански језик
Чудна унутрашња структура речи Војничевог рукописа довела је Вилијама Ф. Фридмана до нагађања да би текст могао да буде конструисани од. плански језик. 1950. године, Фридман је замолио британског војног официра Џона Тилтмана за помоћ. Желео је да Тилтман анализира неколико страница текста, али овај је то одбио јер није делио исто мишљење са Фридманом у вези планског језика. У документу из 1967. године, бригадир Тилтман је написао:
| „ | После читања мог извештаја, г. Фридман ми је обелоданио своје веровање да је основа [ману]скрипта била веома примитивна форма синтетичког универзалног језика као што је [на пример] развијено у форми филозофске класификације идеја од стране епископа [Џона] Вилкинса 1667. и [Џорџа] Далгарноа нешто касније. Било је јасно да су производи ова два човека били поприлично доста систематични, а било шта слично би било готово одмах препознат[љив]о. Моја анализа ми се чинила као таква да открива гломазну мешавину различитих врста супституције.‍ | ” |

Концепт вештачког језика је поприлично стар; 1668. године „атестирало” га је дело епископа Џона Вилкинса по имену Есеј према стварном лику и филозофски језик (енгл. An Essay towards a Real Character and a Philosophical Language), али без обзира на његову старост — и даље премашује генерално прихваћено време настанка Војничевог рукописа, за око два века. У већини познатих примера, категорије се деле на мање делове додајући суфиксе; као последица, текст за одређени субјекат имао би и много речи са сличним префиксима — на пример, сва имена биљака би почињала сличним словима, што би се слично пресликало и на све болести итд. Ова одлика би тада могла да објасни понављајућу природу Војничевог текста. Како год, још нико није успео да придружи веродостојно значење било ком од префикса или суфикса у Војничевом рукопису.‍

### Масовна обмана (хоукс)
Бизарне одлике текста Војничевог рукописа (као што су двоструке или троструке речи), као и сумњив садржај његових илустрација, подржавају идеју да је цели рукопис у ствари масовна обмана (енгл. hoax). Другим речима, ако се још увек није нашао нико способан да уз помоћ свих савремених средстава и апаратуре екстрахује значење из књиге, то је вероватно зато што документ заправо нема никакав садржај са значењем, на првом месту. Разне теорије о обмани су кроз историју предлагане као универзално решење мистерије.
Рачунарски стручњак и научник Гордон Раг је 2003. године показао да би текст са карактеристикама сличним онима које се могу препознати у Војничевом рукопису могао да буде произведен користећи табелу са префиксима речи, матицама те суфиксима за исте, што би било одабирано и комбиновано посредством перфорирања (испробадања) преклопљених папира.‍‍ Уређај за извођење последњег поменутог корака, познат као већ поменута Карданска рештека, измишљен је око 1550. године као алатка за енкрипцију, што је више од 100 година после процењеног времена настанка Војничевог рукописа. Неки се и даље држе тога да је сличност између псеудотекстова генерисаних у експериментима Гордона Рага и Војничевог рукописа површна, а да би метода решетке могла да буде коришћена за емулацију било ког језика до одређеног степена.‍
У априлу 2007. године, студија коју је спровео аустријски истраживач Андреас Шинер и која је објављена у журналу-тромесечнику Криптологија (енгл. Cryptologia), подржала је хипотезу о масовној обмани.‍ Шинер је показао да су статистичка својства текста рукописа више конзистентна са безначајним „тртљањем” (енгл. gibberish) и бесмислицама произведеним употребом квазистохастичке методе као што је она коју је описао Раг, него са латинским и средњовековним немачким текстовима.‍
Септембра 2016. године, Гордон Раг и Гавин Тејлор објавили су други чланак у Криптологији који такође подржава хипотезу о масовној обмани. Оповргавање се заснива на хипотези у вези са дистрибуцијом слогова и речи у Војничевом рукопису наспрам расподеле истих у различитим природним језицима.‍
Аргумент за аутентичност је то да се рукопис доима превише софистицираним да би био масовна обмана. Док су обмане тог периода тежиле да буду поприлично грубе, Војничев рукопис експонира многе суптилне карактеристике које се појављују само после пажљиве статистичке анализе. Међутим, поставља се потом питање зашто би аутор употребио тако комплексан и напоран алгоритам при прављењу једноставне обмане, ако нико у очекиваној „публици” (мисли се на творчеве савременике) не би могао да примети разлику. Марсело Монтемуро, теоријски физичар са Универзитета у Манчестеру, који је провео године анализирајући лингвистичке узорке и обрасце који могу да се нађу у Војничевом рукопису, пронашао је семантичке мреже као што су речи које носе основни садржај, а које се појављују унутар посматраног груписаног обрасца, те нове речи које бивају коришћене када долази до промене у теми.‍ Са овим доказом, он верује да је мало вероватно да су ове одлике једноставно „инкорпорисане” (уграђене) у текст како би се обмана учинила више реалистичном, понајвише зато што већина академског знања ових структура није постојала када је Војничев рукопис био написан. Ови „фини радови” захтевали су много више времена него што би то било потребно за једноставну кривотворину, док су — с друге стране — неке комплексности (сложености) видљиве само уз помоћ модерних алатки.‍

### Глосолалија
У својој књизи из 2004. године, Џери Кенеди и Роб Черчил указују на могућност да је Војничев рукопис можда случај глосолалије, изазовне (медијумске), или пак маргиналне уметности.‍
Ако је ово тачно, онда се аутор осећао примораним да напише велике количине текста на начин који подсећа на струју свести: или због гласова које је чуо, или због чисте потребе. Док се код глосолалија ово најчешће догађа са измишљеним језицима (углавном направљеним од фрагмената матерњег језика аутора), измишљена писма за ову намену су ретка. Кенеди и Черчил користе радове Хилдегарде Бингенске да би указали на сличности између илустрација које је она цртала када је патила од неколико интензивних напада мигрене (што може да индукује стање налик трансу и подложно настанку глосолалије) и Војничевог рукописа. Истакнуте одлике које се проналазе у цртежима обеју страна су обилне „струје звезда”, те понављајућа природа „нимфи” у биолошкој секцији рукописа.‍ Остали истраживачи су открили да је ова теорија вероватно погрешна.‍
Теорију је практично немогуће доказати или оповргнути, све док недостаје дешифровани текст; сами Кенеди и Черчил нису уверени у хипотезу коју су поставили, али је сматрају веродостојном. У кулминирајућем делу њиховог рада, Кенеди исказује своје мишљење да је реч о масовној обмани или фалсификату. Черчил признаје могућност да је манускрипт синтетички и заборављени језик (што иде у пролог Фридману), или да је реч о фалсификату, што сматра двема најпрееминентнијим (најистакнутијим) теоријама. Међутим, он закључује да у случају ако је рукопис аутентичан — ментална болест или делузија мора да су утицале на аутора док је писао текст и цртао илустрације рукописа.‍

## Тврдње о дешифровању
Откако је рукопис откривен у ново доба године 1912, много људи је тврдило да су извршили успешно дешифровање. Како год, сви покушаји показали су се неуспешнима.

### Вилијам Ромејн Њуболд
Један од најранијих напора уложених да би се тајне рукописа откључале (и прва од многих преурањених тврдњи о дешифровању) направио је 1921. године Вилијам Ромејн Њуболд са Универзитета у Пенсилванији. Његова јединствена хипотеза била је да је сам видљиви текст безначајан, али да је свако очигледно „слово” у ствари конструисано од серије ситних означавања приметних само при већим постоцима увеличавања. Ова означавања је требало да буду базирана на старогрчкој стенографији, чиме би се формирао други ниво скрипта који би тако чувао стварни садржај тј. значење текста. Њуболд је тврдио да је он искористио ово (са)знање да би написао целе пасусе који доказују ауторство Бејкона и његову употребу оптичког микроскопа четристо година пре Ван Левенхука. Један кружни цртеж у „астрономској” секцији осликава објекте неправилног облика са четири закривљене руке, а Њуболд га је интерпретирао као слику галаксије, што би могло да се постигне само коришћењем телескопа.‍ Слично томе, он је интерпретирао друге цртеже као ћелије које се виде кроз микроскоп.
Међутим, Њуболдова анализа је одонда била одбацивана, и то као „анализа прекомерно спекулативног карактера”.‍ Наиме, Џон Метјуз Манли са Универзитета у Чикагу, први је истакао озбиљне недостатке његове теорије. Сваки стенографски карактер сматрало се да има више интерпретација, без поузданог начина да се одреди која од њих је намењена ком одређеном случају. Њуболдова метода је такође захтевала прераспоређивање слова по својој вољи да би се произвео латински језик који је схватљив и разумљив. Само ови фактори осигуравају систему довољну флексибилност да би скоро па било шта могло да се назре из микроскопских означавања. Иако коришћење микрографије која употребљава хебрејски језик може да се прати уназад и до 9. века,‍ није ни близу компактна или комплексна као облици које је Њуболд измислио. Помним проучавањем рукописа откривено је да су означавања у ствари артефакти за чији је настанак узрок пуцање мастила, које се временом суши на грубом велуму. Опажајући значај за ове артефакте може да се припише пареидолији. Захваљујући Манлијевим темељним оповргавањима, микрографска теорија се сада генерално игнорише.‍

### Џозеф Мартин Фили
Џозеф Мартин Фили је 1943. године објавио дело Шифра Роџера Бејкона: Прави кључ пронађен (енгл. Roger Bacon's Cipher: The Right Key Found), у ком је тврдио да је књига тј. рукопис научни дневник (енгл. scientific diary). Филијева метода је изражавала став да је текст био „високо скраћени средњовековни латински [језик] написан једноставним супституционим шифровањем”. Он је, поред тога, тврдио да је писац рукописа био Роџер Бејкон.‍

### Леонел С. Стронг
Леонел С. Стронг, научник који се бави истраживањем рака и аматерски криптограф, веровао је да је решење за Војничев рукопис „чудновати дупли систем аритметичке прогресије вишеструког алфабета”. Стронг је тврдио да је отворени текст открио како је Војничев рукопис написао енглески аутор из 16. века по имену Ентони Ашам, чији радови укључују и Мали хербал (енгл. A Little Herbal) објављен 1550. године. Постоје и одређени аргументи против ове теорије.‍

### Роберт С. Брамбо
Роберт Брамбо, професор средњовековне филозофије на Универзитету Јејл, тврдио је да је рукопис био фалсификат с намером да се превари владар Рудолф  који би га купио. Текст је на латинском језику, али је шифорван комплексном, двофазном методом.‍

### Џон Стојко
Џон Стојко је 1978. године објавио Писма Божјем оку (енгл. Letters to God's Eye),‍ дело у ком је тврдио да је Војничев рукопис био серија слова написаних на украјинском језику, не користећи самогласнике.‍ Тада актуелна теорија је пробудила интересовање украјинске дијаспоре те других у самој независној Украјини после 1991. године.‍ Међутим, датум који је Стојко дао за слова, недостатак повезаности између текста и слика, као и генерална „опуштеност” у методи декрипције, не иду у корист Стојкове теорије.‍

### Лео Левитов
Лео Левитов је у својој књизи из 1987. године, Решење Војничевог рукописа: Литургијски приручник за обред ендура из катарске јереси, култа Изиде (енгл. Solution of the Voynich Manuscript: A Liturgical Manual for the Endura Rite of the Cathari Heresy, the Cult of Isis),‍ навео да је рукопис приручник за катарски (албижански) обред по имену ендура и да је написан на фламанском језику, који је базиран на креолском језику. Даље је тврдио да је катаризам представљао опстанак култа Изиде.‍
Међутим, Левитовово дешифровање је побијено по неколико основа, али ни најмање се није доказало да је у целости неисторијско. Наиме, Левитов је веома лоше познавао историју Катара, а његово осликавање ендуре као разрађеног ритуалног самоубиства у супротности је са пронађеним и сачуваним документима који га описују као брз обред.‍ Слично томе, не постоји позната веза између катаризма и Изиде.

### Стивен Бакс
Године 2014, професор примењене лингвистике Стивен Бакс објавио је чланак у сарадњи са шведско-аустралијским лингвистом Шоном Р. Л. Кингом, у којем њих двојица тврде да су превели десет речи из рукописа користећи технике сличне онима које се користе за превод египатских хијероглифа. Тврде да је рукопис по природи трактат, на блискоисточном или азијском језику; нису успели да га преведу до краја јер је Бакс преминуо 2017. године.

### Николас Гибс
У септембру 2017, телевизијски сценариста Николас Гибс тврдио је да је декодирао рукопис као идиосинкратично скраћени латински.‍ Средњовековни научници су осуђивали Гибсову хипотезу да није роман. Гибсов рад је критикован за лоше комбиновање већ постојећих учења и пружање веома спекулативних и нетачних превода; Лиса Фагин Дејвис, директорка Средњовековне академије Америке, изјавила је да Гибсово дешифровање „не резултује латинским који има смисла”.‍‍

### Грег Кондрак
Почетком 2018. године објављена је вест да су научници са Универзитета Алберта применом вештачке интелигенције учинили помаке у дешифровању рукописа тако што су открили да исти има везе с хебрејским језиком.
Професор Грег Кондрак, експерт за природнојезичко процесирање на Универзитету Алберта, заједно са својим дипломцем Бредлијем Хауером, користио је рачунарску лингвистику у покушају да декодира рукопис. Свој допринос су представили на Годишњем састанку Асоцијације за рачунарску лингвистику 2017, у форми чланка који сугерише да је језик рукописа највероватније хебрејски, али да је енкодиран користећи алфаграме (алфабетски поређане анаграме). Међутим, тим је признао да стручњаци за средњовековне рукописе који су прегледали њихов рад нису били уверени. Тврдњу је оспорио и експерт за хебрејски језик и његову историју.

### Џерард Чешир
Године 2019, журнал Romance Studies објавио је рад Џерарда Чешира под насловом „The Language and Writing System of MS408 (Voynich) Explained” (срп. Језик и систем писања за MS408 (Војнич) објашњени). Чешир, асистент за биолошка истраживања на Универзитету Бристол, тврди да је дешифровао рукопис за две седмице користећи комбинацију „латералног размишљања и генијалности”. Он сугерише да је рукопис „компендијум [сажетак] информација о хербалним лековима, терапеутском бањању и астролошким читањима”, уз фокус на женско физичко и ментално здравље, репродукцију и родитељство; такође каже да је рукопис једини познати текст написан на протороманском. Он је рекао: „Рукопис су саставиле доминиканске сестре као извор референци за Марију од Кастиље, краљицу Арагона.” Међутим, стручњаци за средњовековне документе ову интерпретацију су жестоко одбацили, а извршна уредница Средњовековне академије Америке Лиса Фејгин Дејвис окарактерисала је рад као „само више аспирациони, циркуларни, самоиспуњавајући бесмисао”. Ars Technica је тражила њено мишљење, а она је казала следеће:
Као што је и са већином потенцијалних интерпретатора Војнича, логика овог предлога је циркуларна и аспирациона: он почиње са теоријом о томе шта би одређена серија глифова могла да значи, углавном због близине речи слици за коју верује да може да је интерпретира. Он потом истражује било колико средњовековних речника романског језика док не пронађе реч која наизглед одговара његовој теорији. Он потом тврди да је то тачно јер је пронашао реч из романског језика која одговара његовој хипотези, његова хипотеза мора да је тачна. Његови „преводи” од онога што је у суштини тртљаво, амалгам више језика, сами су аспирациони уместо да су стварни преводи.— Фејџин Дејвис
Универзитет Бристол је накнадно уклонио референцу за Чеширове тврдње са свог веб-сајта, говорећи у изјави о упитности валидности истраживања и изјавивши: „Ово истраживање је у потпуности било сопствени рад аутора и није повезано са Универзитетом Бристол, Школом уметности нити Центром за средњовековне студије.”

## Факсимили

### Војничев код(2005)
Прво факсимилно издање објављено је 2005. године, а име му је било Војничев код (фр. Le Code Voynich). То је био цели рукопис објављен у форми кракте презентације на француском језику, аутора Жан-Клода Газевича.‍

### Војничев рукопис(2016)
Пре факсимила које је израдио Силое, 1. новембра 2016. године, Јејлова универзитетска штампарија (енгл. Yale University Press) објавила је комерцијално факсимилно издање Војничев рукопис (енгл. The Voynich Manuscript), књигу са тврдим повезом и есејима еминентних стручњака: кустоса Раних књига и рукописа (енгл. Early Books and Manuscripts) у Јејловој библиотеци Бејнеке и коаутора Увода у проучавање рукописа — Рејмонда Клеменса [уредник]; и историчарке, професорке на Универзитету у Јужној Калифорнији и ауторке бестселер трилогије Њујорк тајмса по имену Све душе (енгл. All Souls) — Деборе Харкнес [увод]; за разлику од скупих факсимила, књига није покушај стварања верних реплика већ сложено елаборирано и веома верно представљање фотографија комплетног рукописа и његове богате историје — и то са веома приступачном ценом.‍‍

### Силое (2017)
Августа 2016. године, Гардијан је објавио да је Библиотека ретких књига и рукописа Бејнеке Универзитета Јејл успешно договорила са шпанском издавачком кућом Силое арте и библиофилија (шп. Siloé arte y bibliofilia) израду 898 нумерисаних факсимила — веома верних (и скупоцених) реплика рукописа за комерцијалну продају (по специјалној наруџби); израда је почела у априлу 2016. године, а први факсимили били су готови тек након 18 месеци дугог мукотрпног процеса копирања сваке мрље, рупе, удубине и избочине у пергаменту, с тим да репликатори попут Луиса Мигела у Бургосу испред себе немају саме оригинале које чува Јејл него детаљне и пажљиво направљене фотографије високог квалитета.‍‍

## Културни утицај
Многе књиге и чланци написани су о рукопису. Рукопис је послужио и као инспирација за настанак многих књига фикције, међу којима је и Књига крви и сенке (енгл. The Book of Blood and Shadow) Робина Васермана из 2012, Путници кроз време: Код Судњег дана (енгл. Time Riders: The Doomsday Code) Алекса Скароуа из 2011, Кодекс (енгл. Codex) Лева Гросмана из 2004, ПопКо (енгл. PopCo) Скарлет Томас из 2004, Прајм (енгл. Prime) Џеремија Робинсона са Шонон Елис из 2013, Мојсијев мач (енгл. The Sword of Moses) Доминика Селвуда из 2013, Повратак Лојгора (енгл. The Return of the Lloigor) Колина Вилсона из 1974, Датура, или делузија коју сви видимо (енгл. Datura, or a delusion we all see) /финска верзија, фин. Datura tai harha jonka jokainen näkee/ Лене Крон из 2001, Атентаторов код (енгл. Assassin's Code) Џонатана Маберија из 2012, Књига живота (енгл. The Book of Life) Деборе Харкнес из 2014, 39 доказа: Не веруј никоме (енгл. The 39 Clues: Trust No One) Линде Суе Парк из 2012. и Извор (енгл. The Source) Мајкла Кордија из 2008. године.
Између 1976. и 1978. године,‍ италијански уметник Луиђи Серафини направио је Кодекс Серафинијанус (лат. Codex Seraphinianus), енциклопедију која садржи бесмислене текстове и слике имагинарних биљака у стилу који подсећа на Војничев рукопис и која је намењена повећању интереса за уметношћу и надахњивању других да се њоме баве.‍‍‍
Савремени композитор класичне музике Ханспетер Кибурц, објавио је камерно дело под називом Војничев шифрирани рукопис, за хор и ансамбл (енгл. The Voynich Cipher Manuscript, for chorus & ensemble), инспирисан оригиналним рукописом.‍
Симфонијски оркестар Њу Хејвен (енгл. New Haven Symphony Orchestra) 2015. године је одабрао америчку композиторку концертне музике Хану Леш да компонује симфонију надахнуту Војничевим рукописом.‍
У игрици Broken Sword: The Sleeping Dragon, Војничев рукопис садржи информације о геомагнетској енергији коју су користиле старе цивилизације. Култ змаја (енгл. The Cult of the Dragon) био је у стању да дешифрује рукопис и употреби га за поновно добијање приступа геомагнетској енергији.
У игрици Assassin's Creed IV: Black Flag, играч може да сакупља странице Војничевог рукописа како пролази кроз свет игрице. У игрици се открива да је рукопис написала раса која је претеча данашњој (енгл. Precursor Race), а коју су чиниле врсте високо напредних хуманоида који су створили данашњу људску расу пре него што су били уништени у апокалипси. У наставку видео-игрице, Assassin's Creed: Rogue, открива се да је рукопис кључ за активирање моћног артефакта познатог као Кутија Претходника (енгл. Precursor Box), која показује мапу која детаљно лоцира храмове направљене од стране расе која је претеча данашњој.
Веб-сајт xkcd.com, који је у ствари интернетска збирка већином шаљивих стрипова, један је стрип посветио и Војничевом рукопису (в. ). Шала у стрипу везана је за игру фантазијских ликова Лагуми и змајеви (енгл. Dungeons & Dragons, скр. D&D; DnD). Ова шала искоментарисана је и на форуму -а.

### Цитирана библиографија
- Amancio, Diego R.; Altmann, Eduardo G.; Rybski, Diego;  . (јул 2013). „Probing the statistical properties of unknown texts: Application to the Voynich Manuscript”. PLOS ONE. 31: 95—107. doi:10.1080/01611190601133539.
- Banks, Michael J. (5. 5. 2008). A Search-Based Tool for the Automated Cryptoanalysis of Classical Ciphers (PDF) (M.Eng.). University of York. Архивирано из оригинала (PDF) 5. 3. 2012. г. Приступљено 8. 6. 2016.
- Barabe, Joseph G. (1. 4. 2009). „Materials analysis of the Voynich Manuscript” (PDF). Beinecke Library (McCrone Associates). Архивирано из оригинала (PDF) 4. 3. 2016. г. Приступљено 8. 6. 2016.
- Berloquin, Pierre (2008). Hidden Codes & Grand Designs: Secret Languages from Ancient Times to Modern Day. Sterling. стр. 1—384. ISBN 978-1-4027-2833-4. Приступљено 8. 6. 2016.
- Brumbaugh, Robert S. (1978). The World's Most Mysterious Manuscript. London, UK: Weidenfeld & Nicolson. стр. 1—175. ISBN 978-0-8093-0808-8.
- Child, James R. (лето 1976). „The Voynich Manuscript Revisited”. XXI (3). NSA Technical Journal.
- Grossman, Lisa (3. 2. 2014). „Mexican plants could break code on gibberish manuscript”. New Scientist. Приступљено 8. 6. 2016.
- D'Imperio, M. E. (1978). The Voynich Manuscript: An Elegant Enigma (PDF). National Security Agency. стр. 1—152. ISBN 978-1-78039-009-3. Архивирано из оригинала (PDF) 20. 8. 2016. г. Приступљено 8. 6. 2016.
- Kahn, David (1967). The Codebreakers: The Story of the Secret Writing (I изд.). New York: Macmillan.
- Kennedy, Gerry; Churchill, Rob (14. 1. 2011). The Voynich Manuscript: The Mysterious Code That Has Defied Interpretation for Centuries. Inner Traditions International, Limited. стр. 1—328. ISBN 978-1-59477-854-4. Приступљено 8. 6. 2016.
- Kennedy, Gerry; Churchill, Rob (2004). The Voynich Manuscript. London, UK: Orion. ISBN 978-0-7528-5996-5.
- Landini, Gabriel (октобар 2001). „Evidence of linguistic structure in the Voynich manuscript using spectral analysis”. Cryptologia. 25 (4): 275—295. doi:10.1080/0161-110191889932.
- Levitov, Leo (1987). Solution of the Voynich Manuscript: A Liturgical Manual for the Endura Rite of the Cathari Heresy, the Cult of Isis. Laguna Hills, California: Aegean Park Press.
- Montemurro, Marcelo A.; Zanette, Damián H. (20. 6. 2013). „Keywords and Co-Occurrence Patterns in the Voynich Manuscript: An Information-Theoretic Analysis”. PLOS ONE. 8 (6): e66344. PMC 3689824 . doi:10.1371/journal.pone.0066344.
- Pelling, Nicholas John (2006). The Curse of the Voynich: The Secret History of the World's Most Mysterious Manuscript. Compelling Press. ISBN 978-0-9553160-0-5.
- Reddy, Sravana; Knight, Kevin (2011). „What We Know About the Voynich Manuscript” (PDF): 1—9. Приступљено 11. 6. 2016.
- Schinner, Andreas (април 2007). „The Voynich Manuscript: Evidence of the Hoax Hypothesis”. Cryptologia. 31 (2): 95—107. ISSN 0161-1194. doi:10.1080/01611190601133539. Приступљено 8. 6. 2016.
- Schuster, John (27. 4. 2009). Haunting Museums. Tom Doherty Associates. стр. 175—272. ISBN 978-1-4299-5919-3. Приступљено 8. 6. 2016.
- Shailor, Barbara A. „Beinecke MS 408; Beinecke Rare Book And Manuscript Library, General Collection Of Rare Books And Manuscripts, Medieval And Renaissance Manuscripts”. Yale University. Архивирано из оригинала 11. 9. 2013. г. Приступљено 8. 6. 2016.
- Stojko, John (1978). Letters to God's Eye: The Voynich Manuscript for the first time deciphered and translated into English. New York: Vantage Press.
- Tiltman, John H. (лето 1967). „The Voynich Manuscript: 'The Most Mysterious Manuscript in the World'” (PDF). NSA Technical Journal. National Security Agency. XII (3). Архивирано из оригинала (PDF) 3. 5. 2016. г. Приступљено 8. 6. 2016.
- Tucker, Arthur O.; Talbert, Rexford H. (зима 2013). „A Preliminary Analysis of the Botany, Zoology, and Mineralogy of the Voynich Manuscript”. HerbalGram (100): 70—75. Архивирано из оригинала 22. 01. 2014. г. Приступљено 8. 6. 2016.
- Winter, Jay (17. 10. 2015). The Complete Voynich Manuscript Digitally Enhanced Researchers Edition. Lulu Press. стр. 1—259. ISBN 978-1-329-60774-3. Приступљено 9. 6. 2016.[мртва веза]

### Веб-сајтови аналитичара
- — Рене Зандберген
- — Џим Ридс
- — Жорж Столфи
- — Петер Блум
- — Ник Пелинг
- — Ник Пелинг
- — Том О’Нил

### Вести и документарци
- — часопис
- — часопис
- — часопис
- — аустријски документарац
- Након 600 година дешифрован најмистериознији рукопис на свету (Б92, 2. мај 2017)

Остало
- — докторска теза Хермеса Јиргена са Универзитета у Келну, 2012